# Alain Lubamba wa Lubamba
Alain Lubamba wa Lubamba, né le 1er juillet 1969 à ⁣⁣Lubumbashi⁣⁣, est un homme politique congolais. Il fut membre des trois gouvernements Gizenga I, Gizenga II et Muzito I.

## Biographie

### Carrière politique
Alain est le co-fondateur et premier secrétaire de l'Union des démocrates mobutistes, parti politique de Nzanga Mobutu qu'il accompagne aux élections présidentielles de 2006.
De février 2007 à novembre 2007, il est vice-ministre en charge des Affaires Étrangères au sein du gouvernement Gizenga I,.
Il est reconduit en tant que vice-ministre du même ministère dans le gouvernement Gizenga II après remaniement. Poste qu'il occupera de novembre 2007 à octobre 2008,.
En octobre 2008, lors de la nomination d'Adolphe Muzito comme premier ministre du gouvernement Muzito I, Alain est, de 2008 à février 2010, vice-ministre en charge du budget,,. 